# Soma (Getränk)
Als Soma (Sanskrit सोम soma, m.; avestisch haoma; proto-indo-iranisch *sauma-: der „ausgepresste“ Saft) wird im Rigveda, dem ältesten Teil der indischen Veden, ein Rauschtrank der Götter und ein bei Opferungen benutztes Ritualgetränk erwähnt. Der Name bezeichnet sowohl eine Gottheit als auch eine Pflanze sowie den daraus bereiteten Trank mit berauschender Wirkung, teilweise mit (saurer) Milch vermischt. Das neunte Buch des Rigveda ist ausschließlich den Großtaten Somas gewidmet. Soma ist ein komplexes Prinzip, das verschiedene Ebenen miteinander verbindet. Dargestellt wird Soma meist als Vogel oder als himmlischer Stier sowie in einem von zehn Schimmeln gezogenen Wagen. Seine Attribute sind Lotus und Keule. Ein Adler oder ein Falke soll das Soma vom Himmel auf die Erde gebracht haben.
Die frühen Iraner, hierunter nachweislich auch das Volk der Perser, kannten den Trank unter der in der avestischen Sprache üblichen Namensvariante Haoma oder Hauma. Im Avesta, dem heiligen Buch des Zoroastrismus, ist Haoma eine Hymne (Yasht) gewidmet. Der ursprüngliche Soma-/Haoma-Kult starb in Indien und Persien aus, nachdem die frühere Religion in Indien im Hinduismus aufging beziehungsweise in Persien reformiert wurde. Andeutungen an den Soma-Kult finden sich vor allem in der nachislamischen, mystisch-religiösen Literatur Persiens (siehe Sufismus, persische Literatur), in welcher der Dschām-e Dscham (جام جم), der Kelch des Dschamschid, als bedeutende Symbolik für das „Einswerden mit dem Göttlichen“ sehr beliebt ist.

## Mythologie
Soma wird manchmal als irdische Entsprechung von Amrita (Sanskrit „Unsterblichkeit“) oder dem Ambrosia in der griechischen Mythologie gedeutet. Während die letzteren beiden den Göttern vorbehalten sind und ihnen Unsterblichkeit verleihen, kann Soma auch von Menschen getrunken werden. Die damit verbundenen Halluzinationen wurden als Zugang zur Sphäre der Götter interpretiert. Soma wird in den Veden wie viele andere Götter auch als „König der Götter“ bezeichnet, als Gott der Götter, der Pflanzen und der Welt. Er durchschaut alle Wesen; der Gott lässt sich nicht täuschen.
Bei Hauma ist synonym auch das Wort Hom enthalten. Die Ereignisse, bei denen Soma am wahrscheinlichsten verwendet worden zu sein scheint, sind die Einweihungen der vor-islamischen iranischen Herrscher. Dieses wird durch den Gebrauch des Königs Vistaspas von Hom und 'Mang' während seiner Initiation angezeigt, an die noch beim Neujahrsfest von den Zoroastriern (Nouruz) erinnert wird. Eine Reflexion von der Initiation der Könige mit Soma findet sich vielleicht in Plutarchs Leben von Artaxerxes III. (1–3): „[…] eine kurze Weile nach dem Tod von Dareios II. führte der neue König eine Expedition nach Pasargadae aus, damit er die königliche Amtseinführung durch die Hände der persischen Priester empfangen konnte. Hier gibt es ein Heiligtum einer kriegerischen Göttin, die man mit Athene vergleichen könnte. In dieses Heiligtum muss der Anwärter zur Initiation schreiten, und nachdem er sein eigenes korrektes Gewand abgelegt hat, muss er jene Robe anlegen, die Cyrus der Ältere trug, bevor er König wurde; dann muss er einen Feigenkuchen essen, etwas Terpentinholz kauen und eine Schale saure Milch trinken. Was sonst außerdem zelebriert wird, ist Außenseitern unbekannt“. Zoroaster legte ebenso ein Kleid an, als er zu der Homflüssigkeit kam, und wie es scheint, tat dies auch sein Vater Porushasp, als er sich dem Hom näherte sowie es auch Arda Wiraz tat. Das legt die Vermutung nahe, dass eine Änderung der Kleidung eine regelmäßige Eigenschaft des Soma-Trinkens in der Einführung der iranischen Herrscher war.
Auch die Götter selbst werden als Soma-Trinker beschrieben. Besonders häufig wird der berauschende Einfluss des Trankes auf den Gott Indra und Agni geschildert. Der Gott Indra beispielsweise verdankt dem Soma seine ungeheuren Kräfte. Trinkt er vom Soma, füllt er Erde und Himmel ganz aus. Mit seiner Hilfe gelingt es Indra auch den „Dämon“ Vritra zu besiegen. Die beiden Ashvins verdanken dem Soma die Unsterblichkeit. Auch die Verstorbenen trinken von ihm. Der Gott Varuna gilt als sein Wächter ebenso wie die Gandharvas, die den Trank auch zubereiten und servieren.
Soma selbst gilt auch als Fruchtbarkeits- und Schöpfergott und ist als solcher eng mit dem Wasser verbunden. Häufig nennt man ihn auch Vater der Götter sowie Freund und Schützer der Menschen und Götter. Er soll der wohlschmeckendste aller Tränke sein und Glückseligkeit (Ananda) verleihen. Er wirkt auch als Aphrodisiakum, hat heilende Wirkung und bringt den Kriegern Mut vor dem Kampf. Er ist der innere Lebenssaft aller Wesen, der Saft in den Pflanzen und das Blut der Götter, Menschen und Tiere. Er fördert auch die Freundschaft und Verbindung zwischen Menschen (Brahmanen) und Göttern. In manchen Stellen wird auch erwähnt, dass er Menschen von ihren Sünden befreien kann. Brahmanen, die von ihm trinken, sollen mitunter Feinde allein durch bloßen Blick töten können. Soma werden viele gute Taten zugeschrieben. Von ihm wird erwartet, dass er den Menschen nützliche und gute Taten erweist, Missgeschicke und Missgunst fernhält, Kraft und Besitz verleiht, vor Feinden warnt, kurz ihnen alles erdenklich Positive verheißt. Er wird als wohltätig, weise, einsichtig, freundlich, siegreich, hilfreich, großzügig und freigiebig beschrieben. Neben Agni und Brihaspati gehört er zu den „liturgischen“ Göttern der vedischen Epoche.

## Soma als Mondgott
Der Name Soma ist verbunden mit dem indischen Mondgott Chandra beziehungsweise der Mondscheibe am Himmel. Der Mond ist der Becher, aus dem die Götter das Soma trinken. Bei Vollmond ist er gefüllt, bei Neumond geleert. Von Vollmond zu Neumond trinken die Götter jeden Tag einen gleich großen Schluck. Von Neumond zu Vollmond füllt sich der Becher dann wieder von selbst.
Ein anderer populärer Mythos zur Entstehung der verschiedenen Mondphasen: Soma heiratet die 27 Töchter des Gottes Daksha. Da er jedoch die Rohini mehr liebt, als seine anderen Frauen, beschweren sich Dakshas Töchter bei ihrem Vater. Daraufhin ist dieser erzürnt und spricht einen Fluch über Soma aus, der ihm völlige Abmagerung verschaffen soll. Auf Bitten seiner Töchter, die Mitleid mit ihrem Gemahl haben, wandelt Daksha seinen Fluch, da er ihn nicht ganz zurücknehmen kann, in eine periodische Auszehrung des Mondes um.

## Soma heute
Im heutigen Hinduismus spielt Soma im Leben der Hindus keine Rolle mehr. Er ist nur noch der Lokapala (Wächter einer Himmelsrichtung) des Nordostens. Der Gott wurde mit der Zeit überflüssig, da das vedische Opfer durch Pujas ersetzt wurde und die Götter im heutigen Hinduismus ihre Kraft nicht mehr aus Soma, sondern aus dem Opfer beziehen, das ihnen die Menschen darbringen.

## Wirkung
Das Soma soll sowohl geistige als auch körperliche Wirkung gehabt haben. Die Wirkung des Somasafts wird im Veda wie im Avesta als mad bezeichnet, mit geringerer Bedeutung als „berauschen“, aber größerer als „begeistern“. Von einer eigentlichen Somatrunkenheit kann nicht die Rede sein, noch weniger von einem orgiastischen Somakult. Dazu ist das ganze Opferzeremoniell der Inder und der Parsen zu feierlich und würdevoll-steif.
Dem Kämpfer belebt er den gesunkenen Mut (RV X,83,7), dem Menschen bringt er Kraft zum Leben (I,,91,7; IX,66,30; X,25,7). Vor allem aber wirkt er auf das Innere Wesen und den Geist des Opfernden ein. Er erleuchtet und weitet das nach Wahrheit suchende innere Auge des Sehers (I,91,1), weckt die heiligen Worte und Gedanken (I,87,5; u. a.). Das Soma wird als der eigentliche Göttertrank (IX,51,3; u. a.) bezeichnet, der sie vom Himmel herruft (IX,80,1) und einlädt (IX, 25,3 u. a.). Zusammenfassend kann man sagen, dass vom Soma körperlich stärkende, das Herz belebende und Gedanken klärende Wirkungen ausgingen. Sie halfen dem Rishi, mit einem intuitiven Verstand eine jenseitige Wirklichkeit zu erfassen und diese in seiner Dicht- und Gesangskunst auszudrücken.
Bestimmte Textstellen im Rigveda lassen für sich allein betrachtet den Leser an die Wirkung von Halluzinogenen denken. So in Rig Veda VIII,48: „Wir haben das Soma getrunken; wir sind unsterblich geworden, wir haben das Licht gesehen; wir haben die Götter gefunden.“ Oder in Rig Veda IX: „Deine Säfte, o gereinigtes Soma, alles durchdringend, schnell wie Gedanken, bewegen sich von alleine wie die Nachkommen rasch dahineilender Stuten. Die himmlischen, geflügelten süßen Säfte, Erreger großer Heiterkeit, erstrahlen im Gefäß […]“. Ein weiterer Hinweis steckt in Rig Veda VIII,6: „Denn nun in deinem Rausche, o Soma, komme ich mir wie ein Reicher vor. Schreite vorwärts zum Gedeihen!“

## Zusammensetzung
Über die Zusammensetzung des Somas wird seit langem gerätselt. Die Veden selbst geben nur grobe Anhaltspunkte. So sei Soma eine Pflanze aus den Bergen. Damit fallen eine Reihe in der Vergangenheit vermuteter Rohstoffe weg, so zum Beispiel die Steppenraute (Peganum harmala).
Eine eindeutige Identifizierung von Soma ist bis heute nicht gelungen. Es kann nicht ausgeschlossen werden, dass es sich um Zubereitungen aus verschiedenen Pflanzen handelte und Soma lediglich eine Art Oberbegriff war.
Lange Zeit galt die vom amerikanischen Ethnologen und Ethnomykologen R. Gordon Wasson (1898–1986) aufgestellte Theorie, Soma sei eine Fliegenpilz-Zubereitung als vielversprechende Hypothese. Andere Autoren vermuten, dass Soma ein alkoholisches Getränk gewesen sein mag. Met aus Honig wird dabei ebenso angeführt wie gepresste und vergorene Rhabarberstängel oder gar gehopftes Bier. Die Beschreibung der Wirkung scheint aber kaum mit der von Alkohol vereinbar zu sein. Auch unterscheidet der Rigveda Soma deutlich von alkoholischen Getränken, die als surā bezeichnet werden.
In jüngster Zeit wurden Pilze der Gattung Psilocybe  in Betracht gezogen, die auch in anderen Kulturen als Rauschmittel verwendet werden.
Der Indologe Karl Friedrich Geldner (1852–1929) nahm an, dass Soma aus der Ephedra-Pflanze (Meerträubel) gewonnen wurde. Geldner, der den gesamten Rigveda 1923 ins Deutsche übersetzte:

„Die Somapflanze kann nur eine Ephedra-Art sein, wahrscheinlich Ephedra intermedia oder pachyclada. Diese heißt bis auf den heutigen Tag in und um Afghanistan Hum. Es ist ein steifer Busch, drei Fuß hoch, mit dichten aufrecht stehenden blattlosen und gegliederten Stängeln. Er wächst auf steinigem, unfruchtbarem Boden. Die Frucht ist rot und fleischig und wird von Kindern gegessen. Die Stängel dienen zum Gelbfärben und pulverisiert als Kau- und Schnupfmittel. Die Afridistämme zerquetschen die Stängel und weichen sie in kaltem Wasser auf. Der so gewonnene Extrakt dient als Arznei gegen Fieber. Diese Pflanze ist durch ganz Turkestan, Nord- und Mittelpersien, im nördlichen und östlichen Afghanistan und im nordwestlichen Himalaya heimisch. Sie wächst also im weiten Halbkreis um die Landschaften, in denen wir die Heimat des Rigveda suchen.“

Soma wurde dem Gott Indra zur Stärkung für den Kampf mit Vritra geopfert. Diese Tatsache lässt darauf schließen, dass die Wirkung eventuell nicht halluzinogen und betäubend war, sondern stimulierend und wachhaltend, wie bei Ephedrin.
Eine Reihe von Sanskrit-Pflanzennamen deutet auf Soma hin. So heißt die Weinraute (Ruta graveolens) सोमलता somalatā. Der Strauch Desmodium gangeticum wird सौमंया saumya genannt („reich an Somasaft“). In seinen Wurzeln findet sich unter anderem das Psychedelikum Dimethyltryptamin. Die Fingerhirse (Eleusine coracana), aus der in Nepal Hirsebier gebraut wird, ist ebenfalls als soma bekannt.
Eine Hypothese besagt, es handele sich um die Kletterpflanze Sarcostema vimininalis oder Asclepia acida, deren Stängel von Priestern zwischen Steinen ausgepresst wurden. Der Saft tröpfelte in Kessel, wo er mit geklärter Butter (Ghee) und Mehl gemischt und zum Fermentieren gebracht wurde. Der so gewonnene Somatrank wurde dann den Göttern geopfert und von den Brahmanen getrunken. Soma wird vor allem in den ältesten Textschichten erwähnt. Der Grund ist möglicherweise, dass die Pflanze nach der Wanderung in Richtung Osten (Gangesebene) nicht mehr zur Verfügung stand.

## Zubereitung des Somatranks
Während zu Zeiten des Rigveda die Zubereitung des Somatrankes noch nicht streng geregelt war, wurde später das Zeremoniell genau vorgeschrieben. Für die Pressung wurden folgende Geräte und Gefäße verwendet: das Pressleder, die beiden Pressbretter, der Dronakalasa -Kübel, das Seihetuch mit Fransen, die Presssteine, die beiden Kübel, eine Schüssel, das Schöpfgefäß und der Becher. Die Somazubereitung erfolgte in eine Vorpressung und einer Hauptpressung. Sie wird im Agnistoma wie folgt beschrieben:

„Nachdem am Vortag die Schall-Löcher zur Resonanz für die Presssteine gegraben und mit den beiden Pressbrettern fest überdeckt worden sind, wird am Morgen des eigentlichen Opfertages ein rotes Rindsleder über die Bretter ausgebreitet, und darauf werden die Presssteine gelegt und auf diese die vom Wagen abgeladenen Somapflanzen. Während der Frühlitanei werden die Somageräte aufgesetzt und der Adhvaryu (Priester) holt vom nächsten fließenden Gewässer das für den Soma erforderliche Wasser, Dann werden Somastängel für einen Schoppen (graha) ausreichend auf den breitesten Stein gelegt, mit Wasser aus dem Becher des Hotr (Oberpriester) begossen und vom Adhvaryu allein mit dem Stein in drei Runden mit 8, 11 und 12 Schlägen ausgeschlagen. Vor jeder Runde werden die Stängel angefeuchtet und nach jeder Runde werden die ausgequetschten Stängel aus dem Becher des Hotr angefeuchtet und ergänzt. Der ausgepresste Saft wird mit der hohlen Hand in einem Becher ohne Filtrierung geschöpft. Dies ist der erste Schoppen.“

Die Hauptpressung war umfangreicher und der wasserverdünnte Saft wurde durch eine Seihe gegossen. Das Somaopfer verteilte sich auf drei Pressungen (savana). Während die Mittagspressung wie die Hauptpressung am Morgen verläuft, erfolgt die Abendpressung ohne frischen Soma. Sie erfolgte aus den am Morgen zurückgelegten Stängeln unter Verwendung von möglichst wenig Wasser. Der Saft wurde dann mit gequirlter saurer Milch vermischt um ihn süßer und gehaltvoller zu machen.
 Persisches Hauma
Der Genuss des persischen Hauma (haoma) auf der vermuteten Grundlage des Fliegenpilzes wird neben den Priestern des Mithras-Kultes, den Magiern, auch dem persischen Adel zugeschrieben. Das Verbreitungsgebiet der Fliegenpilze wurde auf der Satrapenliste des Dareios I. mit Haumaschwelger-Saken (Skythen) klassifiziert. Nach der Eroberung des Perserreiches durch Alexander den Großen soll der Wein das vorherrschende Rauschmittel geworden sein.

## Rezeption
Der britische Schriftsteller Aldous Huxley nannte – inspiriert durch die Lektüre der Passagen über Soma in der englischen Ausgabe des Buchs Phantastica von Louis Lewin – in seinem dystopischen Roman Schöne neue Welt 1932 die fiktive Glücksdroge, durch die dort die Massen ruhiggestellt werden, ebenfalls Soma. Wie er selbst später in seinem Essay Wiedersehen mit der Schönen neuen Welt anmerkte, unterscheidet sich die dort beschriebene Wirkung jedoch von der des Getränks aus dem Rig Veda. Die Wirkung von Huxleys Soma kann am ehesten mit der von modernen angstlösenden und beruhigenden Drogen wie Diazepam verglichen werden.
In seinem Roman Gottes kleiner Krieger schildert Kiran Nagarkar, wie die Hauptfigur – genauer: der Antiheld – auf der Suche nach dem „richtigen“ religiösen Weg durch den Somatrank innerlich „gereinigt“ wird. Der Trank wird dazu verwendet, sein bisheriges Selbst auszulöschen – „Tabula rasa“ zu machen für die neue hinduistische Identität, die er von nun an tragen soll.